# Adelheid von Frontenhausen

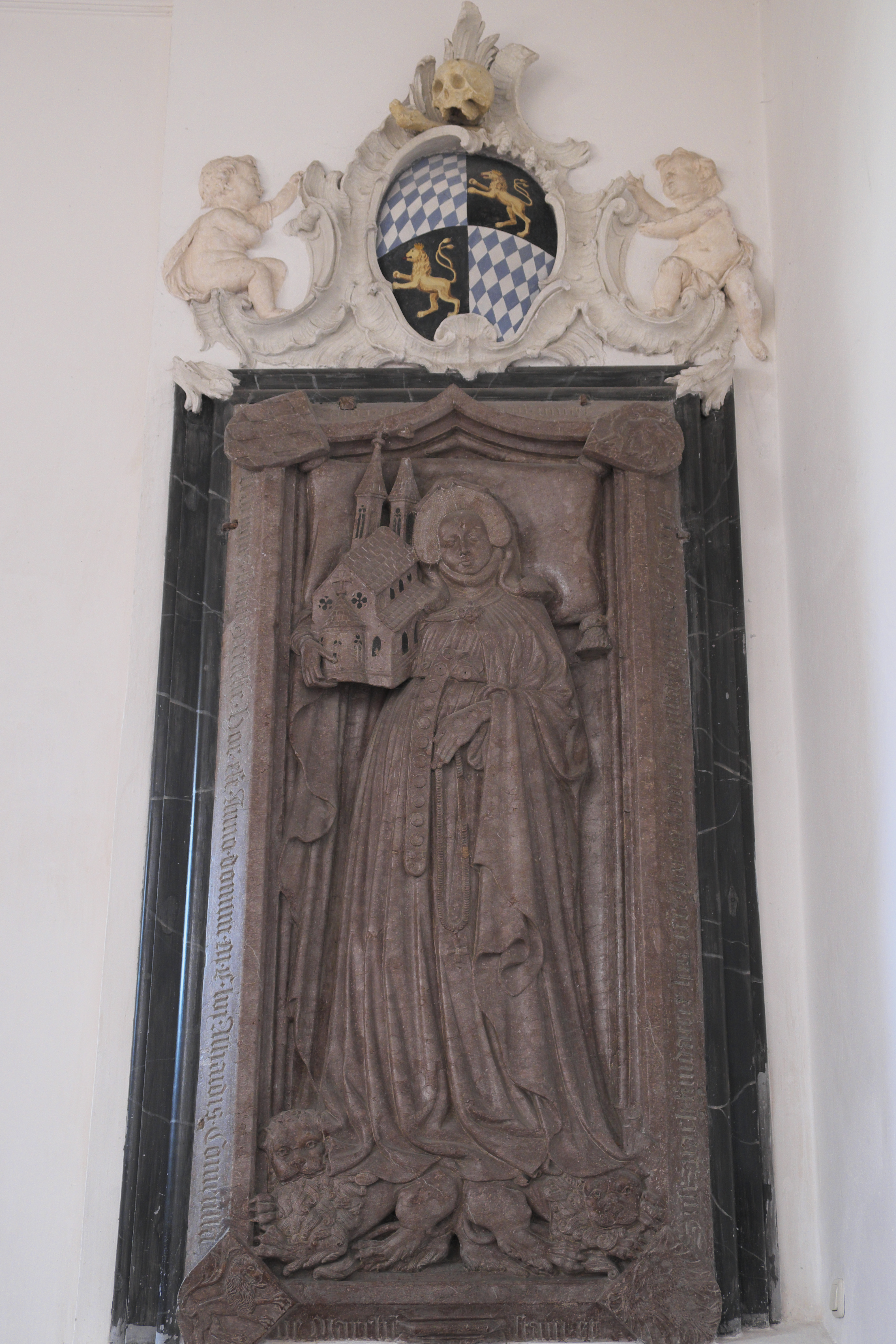
Epitaph für Adelheid von Frontenhausen in der Klosterkirche St. Margareth

Adelheid von Frontenhausen (siehe auch Namensvariationen; * vor 1078; † zwischen 1104/1105 und spätestens um 1111/1112 war mit ihrem Mann Berengar I. von Sulzbach die Stifterin des Klosters Baumburg.

## Leben
Als Vater von Adelheid nennt Joseph Ernst von Koch-Sternfeld (1778–1866) noch Cuno von Mögling bzw. Kuno von Frontenhausen und Moegling und als Mutter Irmgard von Rott, was zuweilen noch immer so zitiert wird, aber nach neueren Quellen als falsch erkannt wurde – sie führen nunmehr Konrad bzw. Kuno von Lechsgemünd als Vater und Mathilde von Achalm als Mutter auf. (Siehe dazu auch den Abschnitt: Namensvariationen)
Adelheids erster Ehemann war der Erbe der Sieghardinger Besitzungen Markwart von Marquartstein (siehe Burg Marquartstein), der jedoch kurz nach der Hochzeit ermordet wurde.
Daraufhin heiratete Adelheid Ulrich von Passau († 20. oder 24. Februar 1099). Dieser Ehe entstammt die (Erb-)Tochter Uta (* um 1085; † 9. Februar 1150), die mit Engelbert II. von Spanheim († 13. April 1141 im Kloster Seeon) verheiratet war und der dank dieser Verbindung Utas väterliches Erbe von Gütern u. a. bei Dillingen sowie im Isengau und im Rottal bei Eggenfelden, Weihmörting und Pocking für die Spanheimer antreten konnte.
In dritter Ehe war Adelheid mit Berengar I. von Sulzbach verheiratet, dem sie „einen beträchtlichen Zugewinn an Besitz und Macht“ einbrachte. Dieser Zugewinn ergab sich weniger aus „der Verbindung mit dem Geschlecht der Adelheid, den Frontenhausenern“ – laut der Fundatio Baumburg wurde Adelheid von Frontenhausen von ihrem Vater sogar vor ihrer ersten Ehe enterbt –, als dank ihrer Witwengüter bzw. dem Erbe aus zwei vorangegangenen Ehen. So konnten Adelheid und Berengar dank des Erbes von Markwart von Marquartstein zu Stiftern des Klosters Baumburg werden. Und nicht zuletzt aus der letzten Ehe mit dem Burggrafen Ulrich von Passau ergaben sich für Berengar von Sulzbach Besitzrechte um Passau. Auch dass die Spanheimer und Sulzbacher durch die „wohl zur selben Zeit“ geschlossenen Ehen mit der Witwe und der Tochter Ulrichs von Passau miteinander verwandt wurden, gereichte Berengar vermutlich ebenfalls zum Vorteil. Da in der Reimchronik des Klosters Kastl, das Berengar mitbegründet hatte und als Grablege der Sulzbacher fungierte, nichts über Adelheid zu lesen ist, blieb ihre Ehe mit Berengar vermutlich kinderlos.
Nach ihrem Tod wollte Adelheid nicht bestattet werden, bis die Gründung des Klosterstifts Baumburg vollzogen war, und blieb deshalb laut der Fundatio Baumburg zwölf Jahre unbestattet. Stefan Weinfurter nennt als Adelheids Todesjahr 1104/1105. In Beziehung gesetzt zu anderen bekannten bzw. vermuteten Jahresdaten der Nachfahren Berengars sowie dessen Todesjahres, geht Heinz Dopsch von ihrem Tod vor oder im Jahr 1107 aus, während Jürgen Dendorfer dafür lediglich einen spätest möglichen Zeitpunkt „um 1111/1112“ nennt.
Später wurden ihre Gebeine innerhalb des Klosterstifts Baumburg in die Gruft vor dem Hochaltar der 1156 fertiggestellten romanischen Basilika bzw. Klosterkirche St. Margareth umgesetzt. (Laut Stefan Weinfurter wollte Adelheid aber ein Regularkanonikerstift „an der bereits bestehenden Kirche der heiligen Margaretha in Baumburg, nördlich des Chiemsees“ gründen.)

## Namensvariationen
Die genealogische Zuordnung bzw. Herkunft sowie die Schreibweise ihres Namens ist nicht eindeutig. Bindeglied der Angaben zu ihr sind allein ihre drei Ehen, die damit verbundenen Namenswechsel sowie ihre Stiftung eines Klosters.
- Adelheid von Frontenhausen – als Bezeichnung für das Lemma gewählt, da dieser Name als vermutlicher Geburts- bzw. Herkunftsname (zuletzt 2013)[13] in Beiträgen von Jürgen Dendorfer verwendet wurde,[14] der die derzeit wohl aktuellste wissenschaftlich kritische Darstellung der Sulzbacher und ihrer Genealogie vorgelegt hat. Auch in der Datenbank Klöster in Bayern im Haus der Bayerischen Geschichte wird sie als Adelheid von Frontenhausen mit dem Todesjahr 1105 genannt.[12] Die Deutsche Biographie der Historischen Kommission bei der Bayerischen Akademie der Wissenschaften verzeichnet sie zudem als „Adelheid von Frontenhausen (geborene)“ mit dem Zusatz „erwähnt 12. Jahrhundert“.[15] Ergänzend wird sie hier auch als „Adelheid von Sulzbach (verheiratete)“ gelistet.

- Adelheid, von Lechsgemünd – Stefan Weinfurter führte sie 1991 unter dem Namen Adelheid (von Lechsgemünd) ein und gibt für sie 1104/1105 als Todesjahr an.[1]
Mit den Lebensdaten „- 1105“ und der Funktion als „Stifterin“ wird Adelheid, von Lechsgemünd mit „Europ. Stammtaf., NF, XVI,93A“ als Quelle im CERL Thesaurus[16] und ebenfalls in der Deutschen Biographie gelistet, jedoch ohne Verweis auf einen Artikel zu oder mit ihr.[17]
Laut Wilhelm Störmer wird eine Verbindung des süddeutschen Grafengeschlechts derer von Lechsgemünd mit Frontenhausen hergestellt: „Im frühen 12. Jh. gewannen (oder erbten) die L.[echsmund] eine weitere Grafschaft oder Herrschaft, nach deren Zentrum sie sich ebenfalls nannten: Frontenhausen in Niederbayern.“[18] Ferner heißt es bei Störmer: „Die erste Erwähnung der L. bezieht sich auf die Schlacht bei Mellrichstadt“ 1078, in der ein „Heinricus de Lechesmundi in dieser Schlacht (in den Auseinandersetzungen des Investiturstreits) auf der Seite des Königs gefallen sei“.[18] Heinrichs ihn lange überlebender Vater war laut Störmer „Konrad (= Kuno I.)“[18] – zu einer Adelheid von Lechsgemünd und ihrem ebenfalls mit Kuno genannten Vater ist hier allerdings nichts nachzulesen.
Als weitere Variationen (auch in der Schreibweise des Vornamens) werden in der Deutschen Biographie aufgeführt:
  - Adelhaid, Frontenhausen, Gräfin
  - Adelhaid, von Frontenhausen
  - Adelheid, Marquartstein, Gräfin
  - Adelheid, Passau, Gräfin
  - Adelheid, Sulzbach, Gräfin
  - Adelheid, von Frontenhausen
  - Adelheid, von Marquartstein
  - Adelheid, von Passau
  - Adelheid, von Sulzbach

- Adelheid von Frontenhausen-Lechsgemünd – diese Namenskombination nutzte Heinz Dopsch zuletzt 2010 und setzt sie damit ebenfalls in Beziehung zur Grafschaft von Lechsgemünd-Graisbach.[5]

- Adelheid von Megling-Frontenhausen – diese Namenskombination lässt sich derzeit in keinem (aktuellen) wissenschaftlichen Beitrag nachweisen, nur mittelbar als unbequellte Zitate.[19][20][21]

- Adelheid von Möglingen – unter diesem Namen wird sie auf der vom Erzbistum München und Freising eingerichteten Seite der Pfarrei „St. Margareta“ Baumburg zur Klosterkirche St. Margareth erwähnt.[22]